# Saint-Genis-les-Ollières
Saint-Genis-les-Ollières ist eine französische Gemeinde  mit 5370 Einwohnern (Stand: 1. Januar 2022) in der Métropole de Lyon in der Region Auvergne-Rhône-Alpes. Sie gehört zum Arrondissement Lyon und ehemals zum Kanton Vaugneray. Die Einwohner heißen Saintgenois.

## Geographie
Saint-Genis-les-Ollières liegt etwa elf Kilometer westlich von Lyon.

### Nachbargemeinden
Umgeben wird Saint-Genis-les-Ollières von den Nachbargemeinden Tassin-la-Demi-Lune im Norden und im Osten, Craponne im Süden, Grézieu-la-Varenne im Westen und Südwesten sowie Sainte-Consorce im Westen und Nordwesten.

## Geschichte
Reste einer gallo-römischen Villa aus dem 2. vorchristlichen Jahrhundert weisen auf eine frühe Besiedlung hin. Der Name des Ortes tritt zum ersten Mal im 9. Jahrhundert in Erscheinung.

### Bevölkerungsentwicklung
| Jahr                       | 1962 | 1968 | 1975 | 1982 | 1990 | 1999 | 2006 | 2011 |
| Einwohner                  | 1192 | 1429 | 2125 | 2781 | 4211 | 4743 | 4667 | 4602 |
| Quellen: Cassini und INSEE |      |      |      |      |      |      |      |      |

## Sehenswürdigkeiten

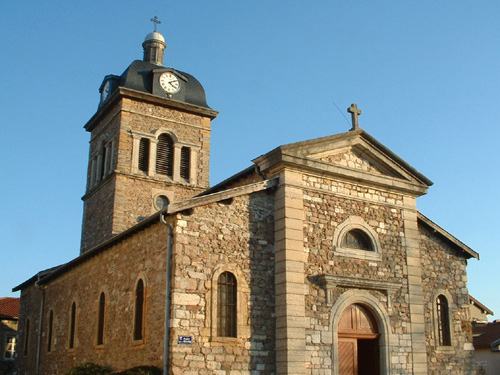
Kirche Saint-Barthélemy

- Kirche Saint-Barthélemy